# Vrije schop
Een vrije schop (ook vrije trap of free kick) is een term uit het voetbal. Het is een van de manieren waarop het spel kan worden hervat na een overtreding. De partij tegen wie de overtreding is begaan, krijgt een vrije schop toegekend en mag het spel hervatten.
Er wordt onderscheid gemaakt tussen een directe vrije schop (waaruit rechtstreeks mag worden gescoord) en een indirecte vrije schop (waar dat niet mag). Voor de vrije schop geldt dat de bal stil moet liggen wanneer de schop wordt genomen. Degene die de vrije schop neemt, mag de bal pas voor de tweede keer raken nadat een andere speler contact heeft gehad met de bal.

## Directe vrije schop

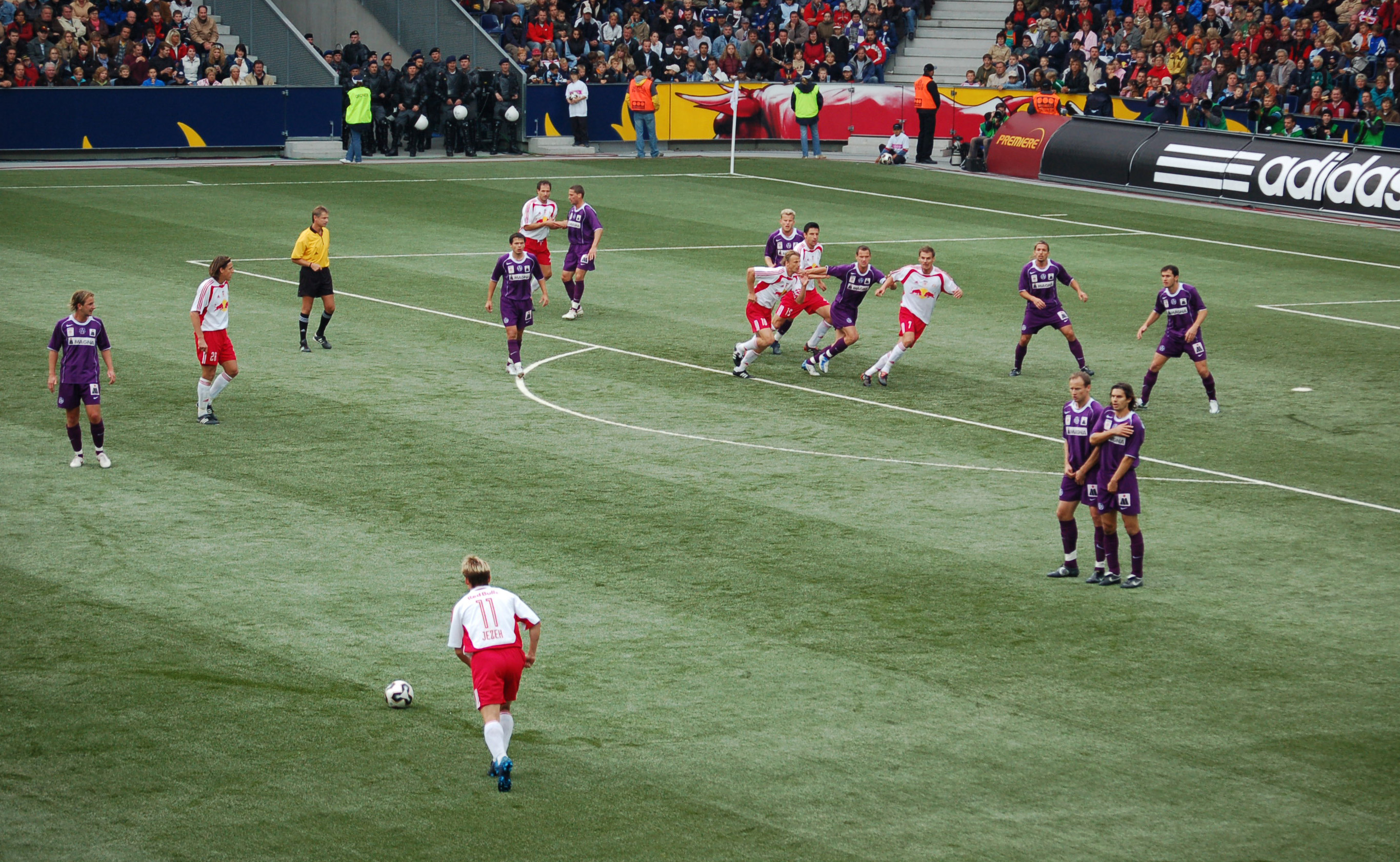
Directe vrije schop

De scheidsrechter kent een directe vrije schop toe tegen een speler, als een speler een overtreding begaat die wordt beoordeeld als onvoorzichtig of onbesuisd, of als er sprake is van buitensporige inzet. Dit laatste zijn ook verschillende redenen voor gele en/of rode kaarten. (onbesuisd is geel, buitensporig is rood). Een misvatting is dat de vrije trap wordt toegekend aan de benadeelde partij, wat zou betekenen dat als 2 spelers van hetzelfde team elkaar slaan, dat team ook een vrije trap krijgt toegekend.
Een directe vrije schop wordt ook toegekend bij onder meer hands en als een speler een tegenstander vasthoudt.
Een directe vrije schop wordt genomen vanaf de plaats waar de overtreding gebeurde.
De scheidsrechter kent een strafschop toe, als een speler binnen zijn eigen strafschopgebied een overtreding begaat waarvoor buiten dat gebied een directe vrije schop zou zijn toegekend.
De bal mag rechtstreeks in het doel van de tegenstander worden geschoten. Als de bal in het eigen doel wordt geschoten, wordt dit niet als doelpunt gezien. Het andere team mag dan een hoekschop nemen, tenzij de vrije trap binnen het eigen strafschopgebied werd toegekend. In dit geval dient de vrije trap te worden overgenomen.

## Indirecte vrije schop
Een indirecte vrije schop wordt onder meer toegekend als een doelverdediger binnen zijn eigen strafschopgebied de bal langer dan zes seconden in zijn handen houdt voordat hij deze weer in het spel brengt, en als hij de bal met de handen oppakt, nadat deze hem doelbewust door een medespeler met de voeten is toegespeeld.
De scheidsrechter kent onder meer ook een indirecte vrije schop aan de tegenpartij toe, als naar zijn oordeel een speler op een gevaarlijke wijze speelt (te hoog trappen of te laag koppen), en als een speler voorkomt dat de doelman de bal uit zijn handen in het spel kan brengen. Ook na buitenspel wordt een indirecte vrije schop toegekend.  
Een indirecte vrije schop wordt genomen vanaf de plaats waar de overtreding gebeurde.
Er kan alleen een doelpunt worden gemaakt als de bal, nadat de indirecte vrije schop is genomen, wordt geraakt door een andere speler voordat de bal in het doel gaat. Als een indirecte vrije schop rechtstreeks in het doel van de tegenpartij wordt getrapt, wordt een doelschop toegekend. Als een indirecte vrije schop rechtstreeks in het eigen doel wordt getrapt, wordt een hoekschop toegekend aan de tegenpartij.
De scheidsrechter geeft aan dat het een indirecte vrije schop betreft door zijn arm boven het hoofd te heffen. Hij doet de arm pas naar beneden als de schop is genomen en de bal is geraakt door een andere speler of uit het spel is.